# Baulou
Baulou est une commune française située dans le département de l'Ariège, en région Occitanie.
Baulou est une commune rurale qui compte 165 habitants en 2022, après avoir connu un pic de population de 589 habitants en 1896. Elle fait partie de l'aire d'attraction de Foix. Ses habitants sont appelés les Baulouais ou Baulouaises.

## Géographie

### Localisation
- 1Carte dynamique
- 2Carte OpenStreetMap
- 3Carte topographique
- 4Carte avec les communes environnantes

La commune de Baulou se trouve dans le département de l'Ariège, en région Occitanie.
Elle se situe à 8 km à vol d'oiseau de Foix, préfecture du département, et à 8 km de Varilhes, bureau centralisateur du canton du Val d'Ariège dont dépend la commune depuis 2015 pour les élections départementales.
La commune fait en outre partie du bassin de vie de Foix.
Les communes les plus proches sont : 
Cadarcet (2,8 km), Saint-Martin-de-Caralp (3,0 km), Loubens (3,4 km), Cazaux (4,5 km), Montels (5,1 km), Cos (5,2 km), Serres-sur-Arget (5,4 km), Loubières (5,5 km).
Sur le plan historique et culturel, Baulou fait partie du pays de Foix, composé de la partie centrale du Plantaurel, du massif de l'Arize et d'un tronçon de la vallée de l'Ariège avec ses quelques affluents, mais qui n'est plus que l'ombre du prestigieux comté qui s'étendit jusqu'à l'Espagne et même au-delà.
Les communes limitrophes sont  Aigues-Juntes, Cadarcet, Cazaux, Cos, Crampagna, Loubens, Loubières, Saint-Martin-de-Caralp et Vernajoul.
| Cazaux, Aigues-Juntes  | Loubens | Crampagna |
| Cadarcet               | Baulou  | Loubières |
| Saint-Martin-de-Caralp | Cos     | Vernajoul |

### Géologie et relief
La commune est située pour partie dans les Pyrénées, une chaîne montagneuse jeune, érigée durant l'ère tertiaire (il y a 40 millions d'années environ), en même temps que les Alpes, et pour partie dans le Bassin aquitain, le deuxième plus grand bassin sédimentaire de la France après le Bassin parisien. Elle est marquée par le front du chevauchement frontal nord-pyrénéen qui la traverse d'est en ouest, séparant la Zone nord-pyrénéenne (ZNP) au sud de la Zone sous-pyrénéenne (ZSP) au nord, qui constitue la frange sud du Bassin aquitain. Les terrains affleurants sur le territoire communal sont constitués de roches sédimentaires datant pour certaines du Cénozoïque, l'ère géologique la plus récente sur l'échelle des temps géologiques, débutant il y a 66 millions d'années, et pour d'autres du Mésozoïque, anciennement appelé Ère secondaire, qui s'étend de −252,2 à −66,0 Ma. La structure détaillée des couches affleurantes est décrite dans les feuilles « n°1057 - Pamiers » et « n°1075 - Foix » de la carte géologique harmonisée au 1/50 000ème du département de l'Ariège, et leurs notices associées,.
La superficie cadastrale de la commune publiée par l’Insee, qui sert de références dans toutes les statistiques, est de 14,62 km2,. La superficie géographique, issue de la BD Topo, composante du Référentiel à grande échelle produit par l'IGN, est quant à elle de 14,7 km2.Son relief est relativement accidenté puisque la dénivelée maximale atteint 262 mètres. L'altitude du territoire varie entre 393 m et 655 m.

### Hydrographie

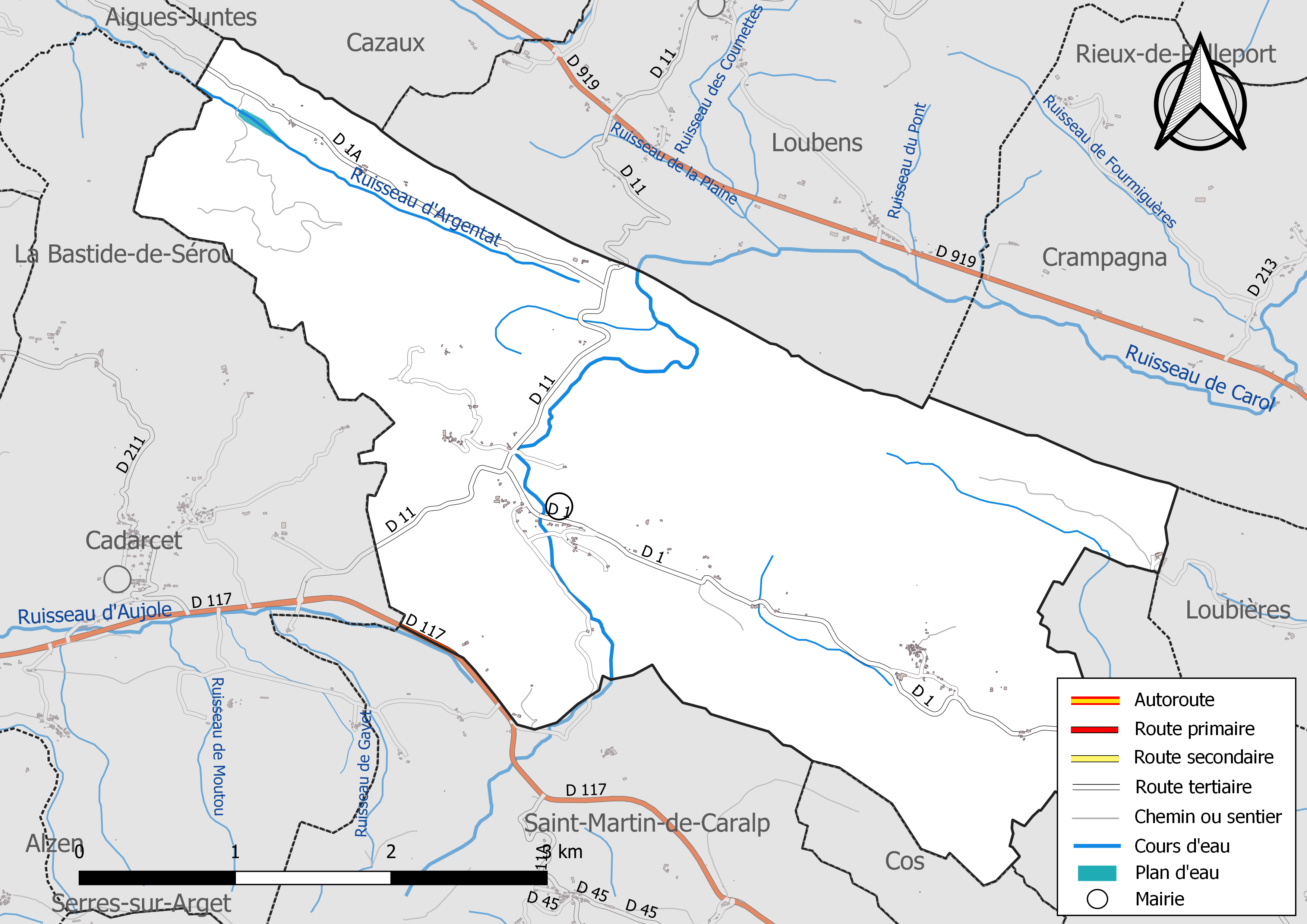
Réseaux hydrographique et routier de Baulou.

La commune est dans le bassin versant de la Garonne, au sein du bassin hydrographique Adour-Garonne. Elle est drainée par le ruisseau de Carol, le ruisseau d'Argentat, le ruisseau de Vernajoul et par divers petits cours d'eau, constituant un réseau hydrographique de 12 km de longueur totale,.
Le ruisseau de Carol, d'une longueur totale de 13,4 km, prend sa source dans la commune de Saint-Martin-de-Caralp et s'écoule du sud vers le nord puis d'ouest en est. Il traverse la commune et se jette dans l'Ariège à Saint-Jean-de-Verges, après avoir traversé 5 communes.

### Climat
Pour des articles plus généraux, voir Climat de l'Occitanie et Climat de l'Ariège.
En 2010, le climat de la commune est de type climat océanique altéré, selon une étude s'appuyant sur une série de données couvrant la période 1971-2000. En 2020, Météo-France publie une typologie des climats de la France métropolitaine dans laquelle la commune est exposée à un climat de montagne et est dans la région climatique Pyrénées centrales, caractérisée par une pluviométrie annuelle de 1 000 à 1 200 mm.
Pour la période 1971-2000, la température annuelle moyenne est de 11,6 °C, avec une amplitude thermique annuelle de 15,1 °C. Le cumul annuel moyen de précipitations est de 923 mm, avec 10 jours de précipitations en janvier et 6,8 jours en juillet. Pour la période 1991-2020, la température moyenne annuelle observée sur la station météorologique la plus proche, située sur la commune de Cos à 5 km à vol d'oiseau, est de 12,4 °C et le cumul annuel moyen de précipitations est de 1 004,0 mm,. Pour l'avenir, les paramètres climatiques de la commune estimés pour 2050 selon différents scénarios d'émission de gaz à effet de serre sont consultables sur un site dédié publié par Météo-France en novembre 2022.

### Milieux naturels et biodiversité

#### Espaces protégés
La protection réglementaire est le mode d’intervention le plus fort pour préserver des espaces naturels remarquables et leur biodiversité associée,.
La commune fait partie du parc naturel régional des Pyrénées ariégeoises, créé en 2009 et d'une superficie de 245 973 ha, qui s'étend sur 138 communes du département. Ce territoire unit les plus hauts sommets aux frontières de l’Andorre et de l’Espagne (la Pique d’Estats, le Mont Valier, etc) et les plus hautes vallées des avants-monts, jusqu’aux plissements du Plantaurel.

#### Zones naturelles d'intérêt écologique, faunistique et floristique
L’inventaire des zones naturelles d'intérêt écologique, faunistique et floristique (ZNIEFF) a pour objectif de réaliser une couverture des zones les plus intéressantes sur le plan écologique, essentiellement dans la perspective d’améliorer la connaissance du patrimoine naturel national et de fournir aux différents décideurs un outil d’aide à la prise en compte de l’environnement dans l’aménagement du territoire.
Deux ZNIEFF de type 1 sont recensées sur la commune :
l'« Arize et affluents en aval de Cadarcet » (379 ha), couvrant 21 communes dont 18 dans l'Ariège et 3 dans la Haute-Garonne, et 
« le Plantaurel : du Mas d'Azil à l'Ariège » (15 850 ha), couvrant 26 communes du département
et deux ZNIEFF de type 2, : 
- « le Plantaurel » (42 116 ha), couvrant 72 communes dont 68 dans l'Ariège, 2 dans l'Aude et 2 dans la Haute-Garonne[30] ;
- le « massif de l'Arize » (42 110 ha), couvrant 40 communes du département[31].

Carte des ZNIEFF de type 1 et 2 à Baulou.
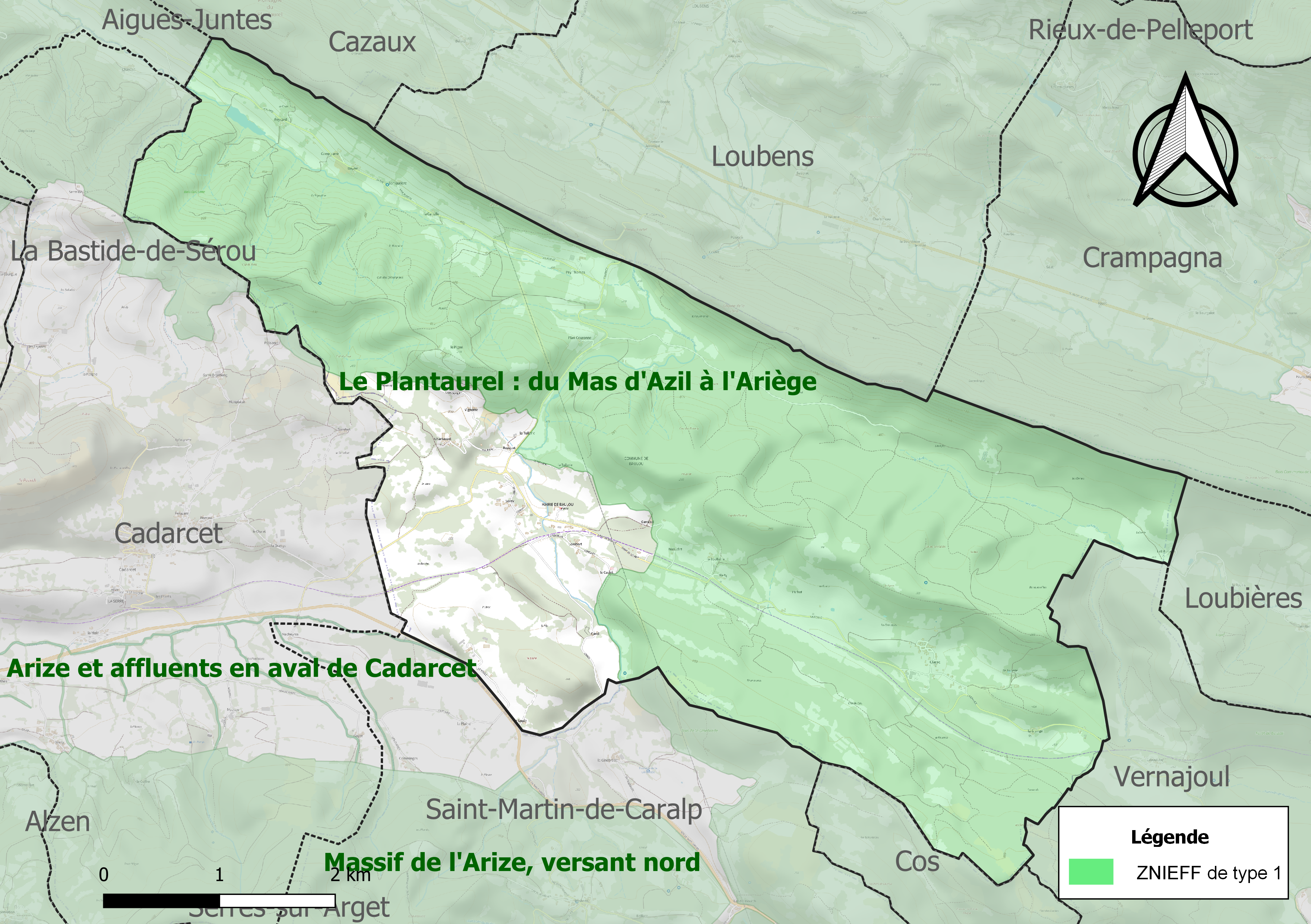
Carte des ZNIEFF de type 1 sur la commune.
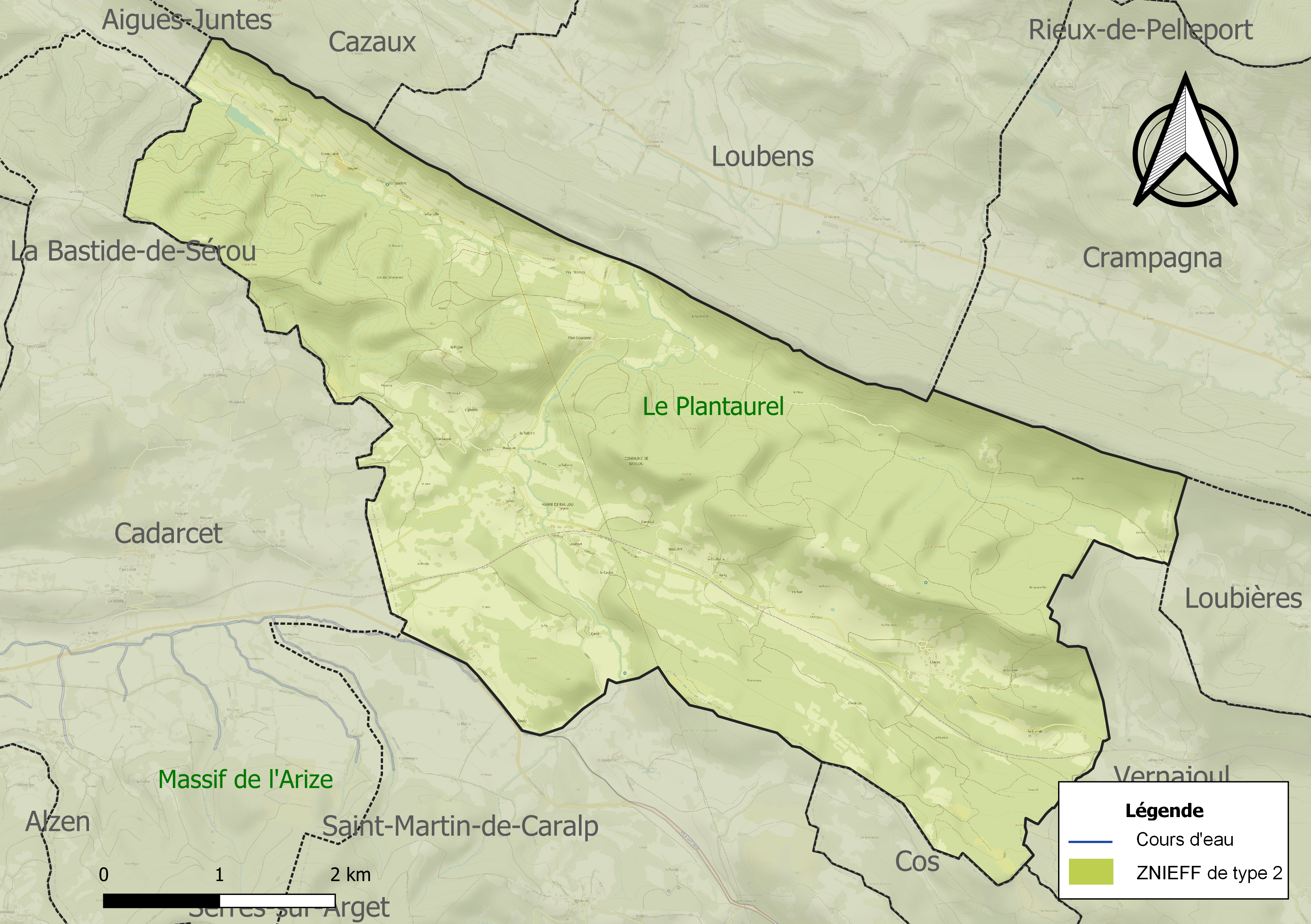
Carte des ZNIEFF de type 2 sur la commune.

## Urbanisme

### Typologie
Au 1er janvier 2024, Baulou est catégorisée commune rurale à habitat très dispersé, selon la nouvelle grille communale de densité à 7 niveaux définie par l'Insee en 2022.
Elle est située hors unité urbaine. Par ailleurs la commune fait partie de l'aire d'attraction de Foix, dont elle est une commune de la couronne,. Cette aire, qui regroupe 38 communes, est catégorisée dans les aires de moins de 50 000 habitants,.

### Occupation des sols
L'occupation des sols de la commune, telle qu'elle ressort de la base de données européenne d’occupation biophysique des sols Corine Land Cover (CLC), est marquée par l'importance des forêts et milieux semi-naturels (69,4 % en 2018), en diminution par rapport à 1990 (70,5 %). La répartition détaillée en 2018 est la suivante : 
forêts (69,4 %), prairies (23,2 %), zones agricoles hétérogènes (7,4 %). L'évolution de l’occupation des sols de la commune et de ses infrastructures peut être observée sur les différentes représentations cartographiques du territoire : la carte de Cassini (XVIIIe siècle), la carte d'état-major (1820-1866) et les cartes ou photos aériennes de l'IGN pour la période actuelle (1950 à aujourd'hui).

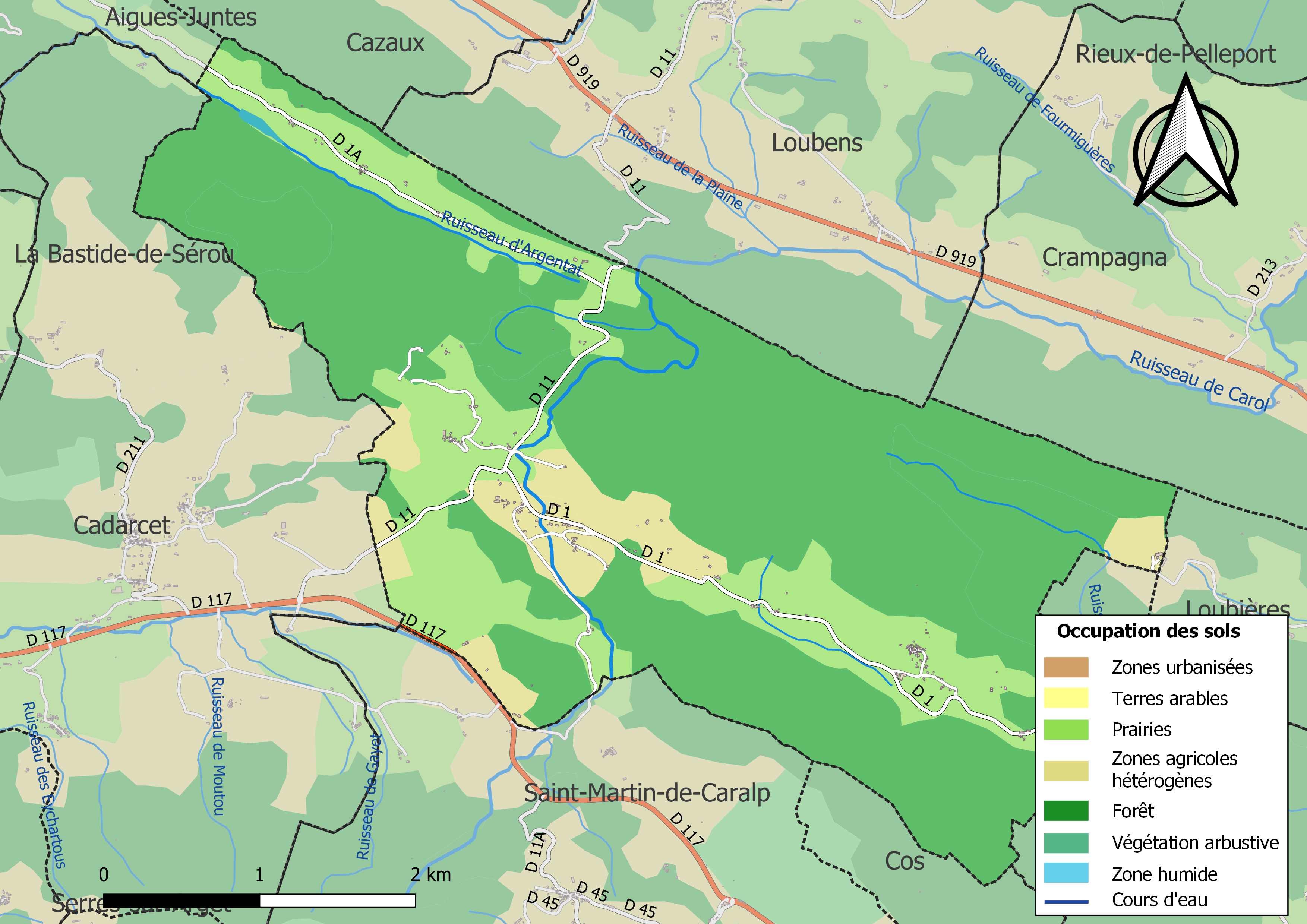
Carte des infrastructures et de l'occupation des sols de la commune en 2018 (CLC).

### Hameaux
Carol, Chartauzel, Clarac, Dayne, Garrapel, Lagrange, Lombard, Pichot, le Pinié, le Portel, Picfourcat, Saint-Nicouleau, Serny…

### Habitat et logement
En 2018, le nombre total de logements dans la commune était de 108, alors qu'il était de 103 en 2013 et de 96 en 2008.
Parmi ces logements, 68,1 % étaient des résidences principales, 23,2 % des résidences secondaires et 8,7 % des logements vacants. Ces logements étaient pour 97,1 % d'entre eux des maisons individuelles et pour 2,9 % des appartements.
Le tableau ci-dessous présente la typologie des logements à Baulou en 2018 en comparaison avec celle de l'Ariège et de la France entière. Une caractéristique marquante du parc de logements est ainsi une proportion de résidences secondaires et logements occasionnels (23,2 %) inférieure à celle du département (24,6 %) mais supérieure à celle de la France entière (9,7 %). Concernant le statut d'occupation de ces logements, 86,1 % des habitants de la commune sont propriétaires de leur logement (81,2 % en 2013), contre 66,3 % pour l'Ariège et 57,5 % pour la France entière.
| Typologie                                               | Baulou | Ariège | France entière |
| ------------------------------------------------------- | ------ | ------ | -------------- |
| Résidences principales (en %)                           | 68,1   | 65,7   | 82,1           |
| Résidences secondaires et logements occasionnels (en %) | 23,2   | 24,6   | 9,7            |
| Logements vacants (en %)                                | 8,7    | 9,7    | 8,2            |

### Risques majeurs
Le territoire de la commune de Baulou est vulnérable à différents aléas naturels : inondations, climatiques (grand froid ou canicule), feux de forêts, mouvements de terrains et séisme (sismicité modérée). Il est également exposé à un risque technologique, le transport de matières dangereuses,.

#### Risques naturels

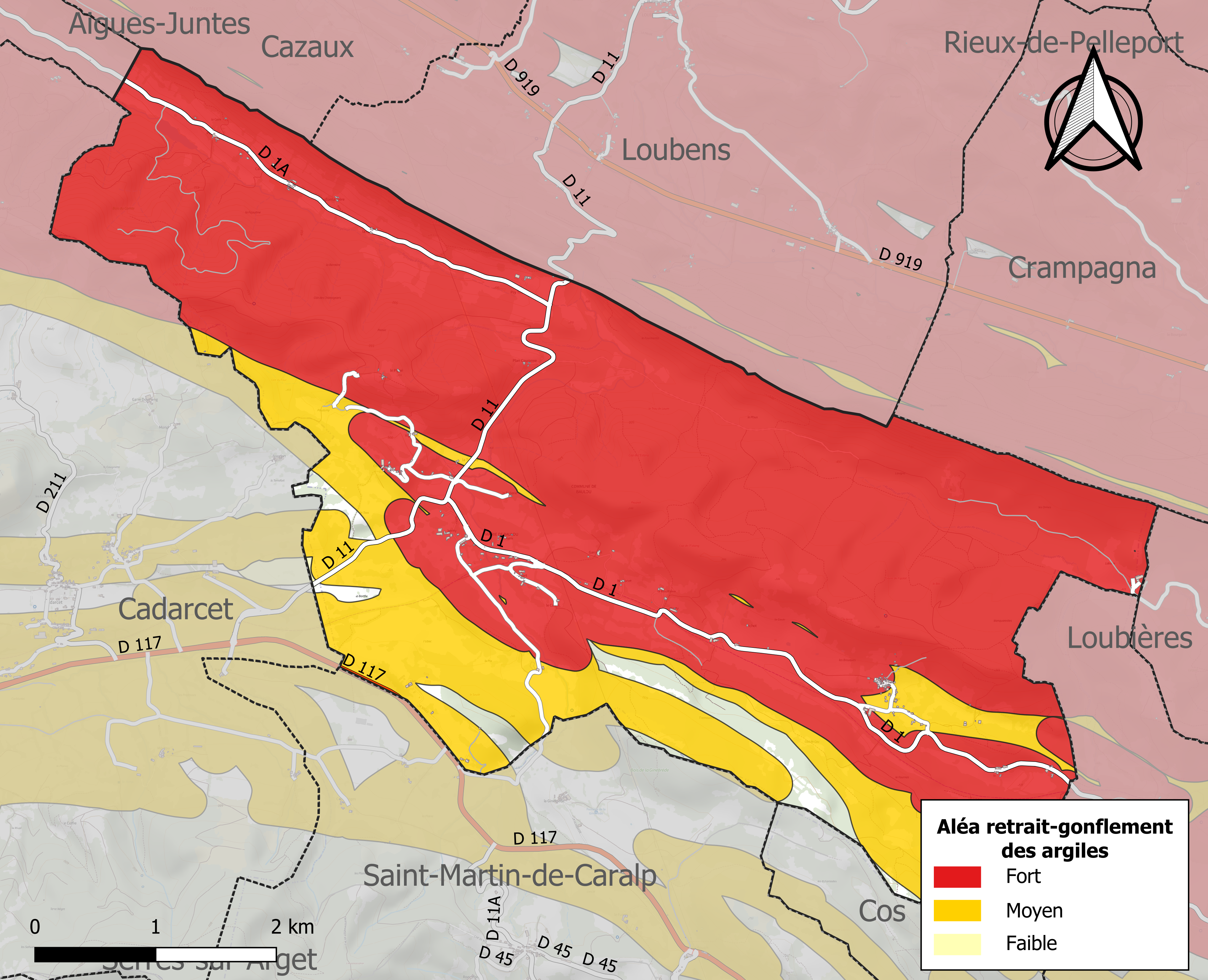
Zonage de l'aléa retrait-gonflement des argiles sur la commune de Baulou.

Certaines parties du territoire communal sont susceptibles d’être affectées par le risque d’inondation par débordement, crue torrentielle d'un cours d'eau, ou ruissellement d'un versant.
Les mouvements de terrains susceptibles de se produire sur la commune sont soit des chutes de blocs, soit des glissements de terrains, soit des effondrements liés à des cavités souterraines, soit des mouvements liés au retrait-gonflement des argiles. Près de 50 % de la superficie du département est concernée par l'aléa retrait-gonflement des argiles, dont la commune de Baulou. L'inventaire national des cavités souterraines permet par ailleurs de localiser celles situées sur la commune.

#### Risques technologiques
Le risque de transport de matières dangereuses par une infrastructure routière ou ferroviaire ou par une canalisation de transport de gaz concerne la commune. Un accident se produisant sur une telle infrastructure est en effet susceptible d’avoir des effets graves au bâti ou aux personnes jusqu’à 350 m, selon la nature du matériau transporté. Des dispositions d’urbanisme peuvent être préconisées en conséquence.

## Histoire
Des grottes de la commune ont été fréquentées dès la préhistoire.
En 1859, Louis de Coma, prêtre jésuite hérite d'une terre au lieu-dit le Carol, et décide d'y ériger un monastère atypique. Après une quête de fonds et une recherche de mécénat, il parvient rapidement à obtenir la somme nécessaire et la construction débute en 1860 - sous la coordination de Ferdinand de Coma, architecte diocésain à Pamiers et frère aîné de Louis de Coma - et se termine en 1900. Selon David Galley, Ferdinand sera démis de ces fonctions d'architecte par le diocèse de Pamiers. Le monastère ne sera jamais occupé par une communauté religieuse contrairement à la volonté de son initiateur, on en ignore la raison. En 1959, il est acheté ainsi que le terrain alentour par un agriculteur. Cependant, l'Église met une condition à cette vente : que les bâtiments religieux soient dynamités, ce qui sera fait. Aucune explication ne sera donnée quant à cette volonté laissant libre cours à toutes les hypothèses. Christian Doumergue, étudiant les vestiges du site, en souligne la singularité. Selon lui, contrairement aux canons de l'architecture chrétienne, il était largement inspirée par l'art et les symboles religieux égyptiens : grotte aménagée en forme d'Ânkh, bassin en forme de tête d'Hathor, pyramide... Cela aurait été jugé comme une déviance par l'Église.
En 1901, lors des travaux de percement de la voie ferrée Foix-Saint Girons, est découvert un mammouth appelé « mammouth de Baulou » par la communauté scientifique. Il a été présenté dans la salle du musée départemental du château de Foix avant d'être transféré au parc pyrénéen de l'art préhistorique de Tarascon-sur-Ariège.
Ouverte en 1902, la ligne SNCF de Foix à Saint-Girons sera fermée en 1955. Une voie verte valorisera l'ancienne emprise de la voie ferrée vers 2010.

## Politique et administration

### Découpage territorial
La commune de Baulou est membre de la communauté d'agglomération Pays Foix-Varilhes, un établissement public de coopération intercommunale (EPCI) à fiscalité propre créé le 16 novembre 2016 dont le siège est à Foix. Ce dernier est par ailleurs membre d'autres groupements intercommunaux.
Sur le plan administratif, elle est rattachée à l'arrondissement de Foix, au département de l'Ariège, en tant que circonscription administrative de l'État, et à la région Occitanie.
Sur le plan électoral, elle dépend du canton du Val d'Ariège pour l'élection des conseillers départementaux, depuis le redécoupage cantonal de 2014 entré en vigueur en 2015, et de la première circonscription de l'Ariège  pour les élections législatives, depuis le redécoupage électoral de 1986.

### Liste des maires
| Période                                  | Période  | Identité          | Étiquette | Qualité       |
| ---------------------------------------- | -------- | ----------------- | --------- | ------------- |
| mars 1989                                | 2014     | Robert Baures     |           |               |
| mars 2014                                | En cours | Nathalie Esquirol | SE        | Fonctionnaire |
| Les données manquantes sont à compléter. |          |                   |           |               |

## Démographie
| 1793 | 1800 | 1806 | 1821 | 1831 | 1836 | 1841 | 1846 | 1851 |
| ---- | ---- | ---- | ---- | ---- | ---- | ---- | ---- | ---- |
| 350  | 199  | 424  | 360  | 447  | 458  | 470  | 491  | 481  |

| 1856 | 1861 | 1866 | 1872 | 1876 | 1881 | 1886 | 1891 | 1896 |
| ---- | ---- | ---- | ---- | ---- | ---- | ---- | ---- | ---- |
| 464  | 478  | 465  | 482  | 523  | 477  | 452  | 402  | 589  |

| 1901 | 1906 | 1911 | 1921 | 1926 | 1931 | 1936 | 1946 | 1954 |
| ---- | ---- | ---- | ---- | ---- | ---- | ---- | ---- | ---- |
| 458  | 371  | 349  | 236  | 246  | 237  | 224  | 216  | 210  |

| 1962 | 1968 | 1975 | 1982 | 1990 | 1999 | 2005 | 2006 | 2010 |
| ---- | ---- | ---- | ---- | ---- | ---- | ---- | ---- | ---- |
| 157  | 144  | 123  | 114  | 130  | 146  | 163  | 162  | 160  |

| 2015 | 2020 | 2022 | - | - | - | - | - | - |
| ---- | ---- | ---- | - | - | - | - | - | - |
| 166  | 167  | 165  | - | - | - | - | - | - |

## Économie

### Revenus
En 2018, la commune compte 63 ménages fiscaux, regroupant 144 personnes. La médiane du revenu disponible par unité de consommation est de 19 840 € (19 820 € dans le département).

### Emploi
| Division       | 2008  | 2013   | 2018   |
| -------------- | ----- | ------ | ------ |
| Commune        | 7,1 % | 8,5 %  | 10 %   |
| Département    | 8,9 % | 11,1 % | 11,2 % |
| France entière | 8,3 % | 10 %   | 10 %   |

En 2018, la population âgée de 15 à 64 ans s'élève à 113 personnes, parmi lesquelles on compte 77,3 % d'actifs (67,3 % ayant un emploi et 10 % de chômeurs) et 22,7 % d'inactifs,. En  2018, le taux de chômage communal (au sens du recensement) des 15-64 ans est inférieur à celui du département, mais supérieur à celui de la France, alors qu'en 2008 il était inférieur à celui de la France.
La commune fait partie de la couronne de l'aire d'attraction de Foix, du fait qu'au moins 15 % des actifs travaillent dans le pôle,. Elle compte 31 emplois en 2018, contre 19 en 2013 et 24 en 2008. Le nombre d'actifs ayant un emploi résidant dans la commune est de 77, soit un indicateur de concentration d'emploi de 39,8 % et un taux d'activité parmi les 15 ans ou plus de 61,4 %.
Sur ces 77 actifs de 15 ans ou plus ayant un emploi, 16 travaillent dans la commune, soit 21 % des habitants. Pour se rendre au travail, 88 % des habitants utilisent un véhicule personnel ou de fonction à quatre roues, 1,3 % les transports en commun, 2,7 % s'y rendent en deux-roues, à vélo ou à pied et 8 % n'ont pas besoin de transport (travail au domicile).

### Activités hors agriculture
16 établissements sont implantés  à Baulou au 31 décembre 2019.
Le secteur de l'industrie manufacturière, des industries extractives et autres est prépondérant sur la commune puisqu'il représente 37,5 % du nombre total d'établissements de la commune (6 sur les 16 entreprises implantées  à Baulou), contre 12,9 % au niveau départemental.

### Agriculture
|                                   | 1988 | 2000 | 2010 |
| --------------------------------- | ---- | ---- | ---- |
| Exploitations                     | 15   | 12   | 8    |
| Superficie agricole utilisée (ha) | 400  | 453  | 440  |

La commune fait partie de la petite région agricole dénommée « Région sous-pyrénéenne ». En 2010, l'orientation technico-économique de l'agriculture  sur la commune est l'élevage de bovins pour la viande. Huit exploitations agricoles ayant leur siège dans la commune sont dénombrées lors du recensement agricole de 2010 (douze en 1988). La superficie agricole utilisée est de 440 ha.

## Culture locale et patrimoine

### Lieux et monuments
- Église Sainte-Madeleine.
- Rivière souterraine de Labouiche.
- Pas du Portel, 498 m, en limite de la commune.

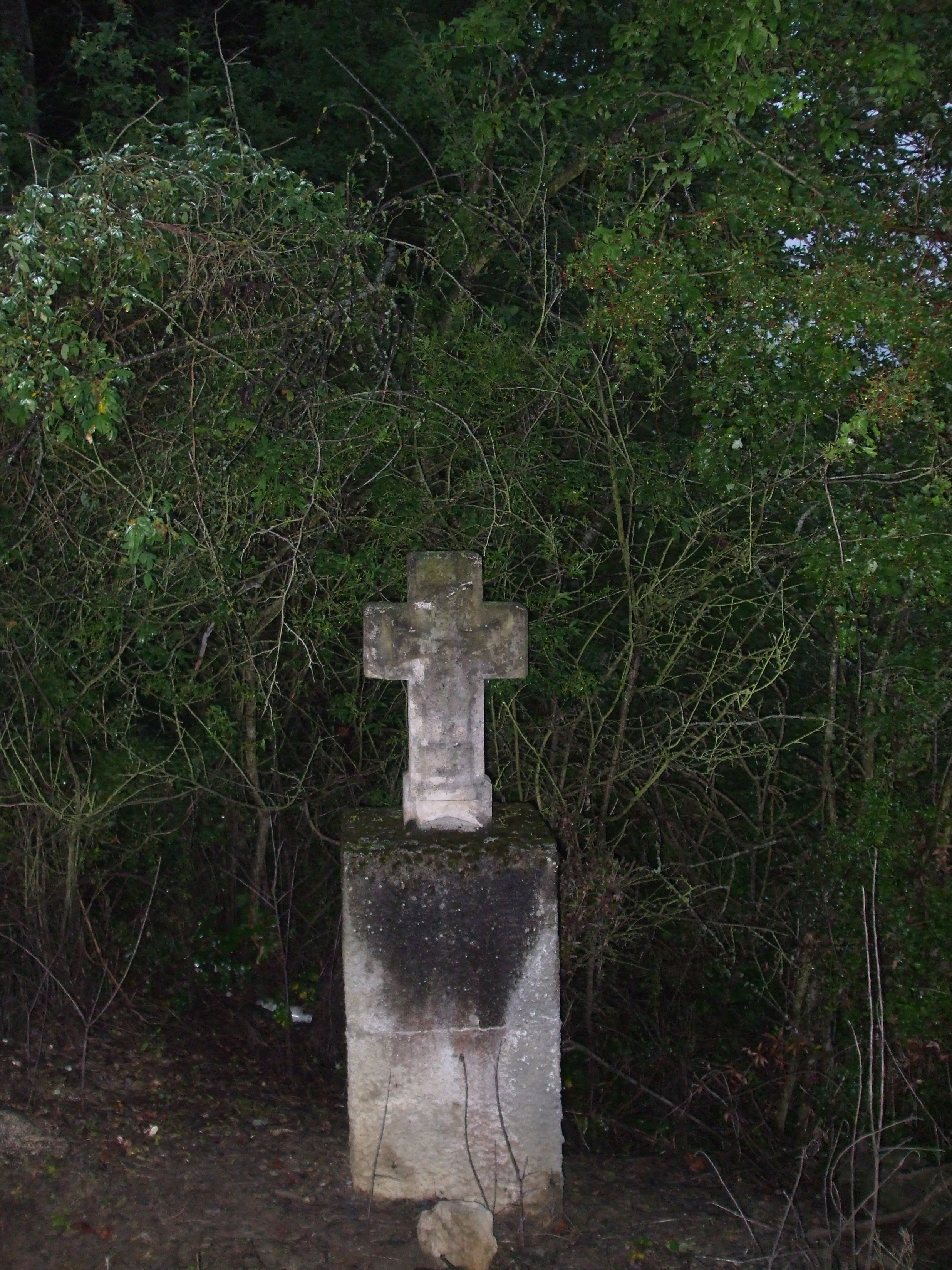
Une croix en pierre ; incrustée au centre, une croix pattée.
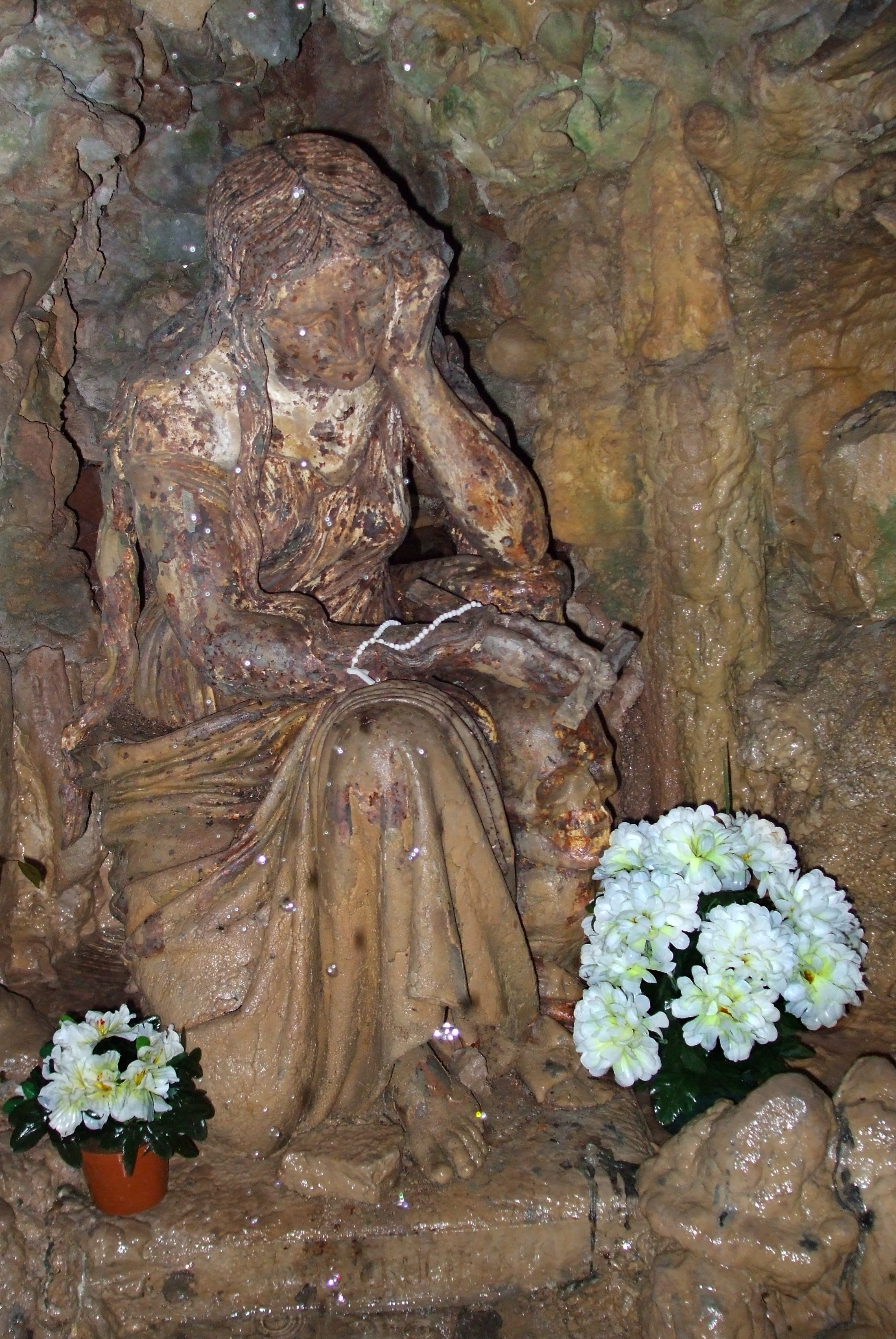
Statue de la Madeleine, au fond d'une grotte artificielle. Notez le crâne sous le crucifix qu'elle tient en main.

## Pour approfondir